# Matteo Gazzini
Matteo Gazzini, né le 9 juillet 1985 à Bolzano, est un homme politique italien, député européen depuis le 2 novembre 2022 en remplacement de Marco Dreosto.